# Хамільтон-Роллінгс Філіп-Ларрі Володимирович
Філіп Ларрі Володимир Хамільтон-Роллінгс (нар. 22 лютого 1993, Харків, Україна) — український футболіст, що виступає на позиції захисника.

## Життєпис
Філіп Хамільтон-Роллінгс народився 22 лютого 1993 року в Харкові. До 2010 року в ДЮФЛУ виступав за харківський «Арсенал». У професіональному футболі дебютував 10 червня 2010 року в матчі Першої ліги між білоцерківським «Арсеналом» та «Харковом». Філіп у тому поєдинку вийшов у стартовому складі, але був замінений на 57-ій хвилині матчу. Це був єдиний матч за основний склад «Харкова» молодого гравця.
У 2010 році Хамільтон-Роллінгс перейшов до іншого харківського клубу, «Геліоса». За свою нову команду дебютував 27 квітня 2013 року в матчі між «Одессою» та «Геліосом», вийшовши на поле на останні 10 хвилин поєдинку. У складі харків'ян виступав до 2014 року, основним гравцем не був, за цей час зіграв у футболці клубу 16 матчів.
Другу половину сезону 2015/16 провів у складі херсонського «Кристала», у футболці якого зіграв 8 матчів.
Напередодні початку сезону 2016/17 перейшов до новоствореного харківського клубу «Металіст 1925», який стартував в аматорському чемпіонаті України.
На цей час відкрив благодійний фонд «Харків — наше рідне місто».